# The Garfield Movie
The Garfield Movie —titulada Garfield: La película en España; Garfield: Fuera de casa en Hispanoamérica— es una película estadounidense de 2024 de comedia animada por ordenador basada en la tira cómica de Jim Davis del mismo nombre, producida por Columbia Pictures en asociación con Alcon Entertainment, animada por DNEG Animation y distribuida por Sony Pictures Releasing. La película está dirigida por Mark Dindal con las voces de los actores Chris Pratt, Samuel L. Jackson, Nicholas Hoult, Cecily Strong, Harvey Guillén, Hannah Waddingham, Brett Goldstein, Bowen Yang y Ving Rames.
Siete años después de que expirara la licencia de 20th Century Fox en 2009, en mayo de 2016, 8 años antes de su fecha de estreno, comenzó el desarrollo de una nueva película animada por ordenador de Garfield. Se anunció que Dindal dirigiría la película en noviembre de 2018 y la producción comenzaría el mes siguiente. A pesar de que Viacom adquirió los derechos de Garfield en agosto de 2019, el proyecto aún estaba en producción, según Dindal en diciembre de 2020. En noviembre de 2021, Sony Pictures compró los derechos de distribución de la película, fuera de China, y Pratt fue elegido como Garfield, mientras que DNEG proporcionaría la animación. El resto del elenco se unió en 2022, y se reveló el título oficial en septiembre de 2023. John Debney, colaborador frecuente de Dindal, compuso la banda sonora.
The Garfield Movie se estrenó en los cines el 24 de mayo de 2024 en Estados Unidos y en la mayoría de los países, y el 1 de mayo de 2024 en gran parte de América Latina y en España.

## Sinopsis
Garfield, el mundialmente famoso gato de interior que odia los lunes y ama las lasaña, está a punto de vivir una salvaje aventura al aire libre. Después de un reencuentro inesperado con su padre perdido hace mucho tiempo, el gato callejero desaliñado Vic, Garfield y su amigo canino Odie se ven obligados a dejar su vida perfectamente mimada para unirse a Vic en un hilarante atraco de alto riesgo.

## Argumento
La película comienza con un gato ensombrecido dejando a su hijo Garfield. Trata de buscar algo de comer, y se encuentra con Jon en Mamma Leoni’s. Lo adopta, y le da un nuevo amigo, un perro beagle llamado Odie. Durante un bocadillo nocturno, Garfield y Odie son capturados por Nolan y Roland, un whippet y un Shar Pei. Los llevan hacia un centro comercial abandonado, donde ahí los rescata Vic, el padre de Garfield. Jinx, una  gata persa villana, le cuenta a Vic sobre su asociación del pasado, y les dice a él, Garfield y Odie que roben un camión de leche en una granja llamada Granjas Lactosas.

## Reparto de voces

### Versión original
| Actor             | Personaje              | Ref. |
| ----------------- | ---------------------- | ---- |
| Chris Pratt       | Garfield               | Ref. |
| Nicholas Hoult    | Jon Arbuckle           | Ref. |
| Harvey Guillén    | Odie                   | Ref. |
| Samuel L. Jackson | Vic, padre de Garfield | Ref. |
| Hannah Waddingham | Jinx                   | Ref. |
| Ving Rhames       | Otto                   | Ref. |
| Cecily Strong     | Marge Malone           | Ref. |
| Brett Goldstein   | Roland                 | Ref. |
| Bowen Yang        | Nolan                  | Ref. |
| Snoop Dogg        | Maurice                | Ref. |
| Dev Joshi         | Liz Wilson             |      |

### En España
El gato Garfield es doblado por el actor Santiago Segura y Jinx es doblado por la cantante Alaska.

### En Hispanoamérica
Garfield es doblado por el actor y comediante mexicano Memo Villegas, mientras que Sandro Larenas (quien fue la voz de Garfield en  Garfield y sus amigos y El show de Garfield) participa en esta película como la voz de Vic. Jinx es doblada por Regina Orozco. Otto es doblado por Joaquín Cosío. Roland y Nolan son interpretados por los YouTubers Jose Luis Slobostky y Ricardo Pérez.

## Producción

### Preproducción
El 24 de mayo de 2016, se anunció que Alcon Entertainment desarrollaría una nueva película animada por ordenador de Garfield, con la producción de John Cohen y Steven P. Wegner, a partir de un guion de Mark Torgove y Paul A. Kaplan. Mark Dindal fue anunciado como director el 12 de noviembre de 2018 y la preproducción comenzó el mes siguiente. En agosto de 2019, Viacom adquirió los derechos de Garfield, dejando incierto el estado de la película en ese momento. Sin embargo, en diciembre de 2020, Dindal confirmó que la película aún estaba en producción.En septiembre de 2023, se reveló el título oficial de la película como The Garfield Movie.

### Casting
El 1 de noviembre de 2021, Chris Pratt fue anunciado como la voz de Garfield, con animación proporcionada por DNEG Animation, un estudio de animación y efectos visuales que trabajó anteriormente en la película animada Ron da error (2021). DNEG Animation produce la película con Alcon y Sony Pictures mantiene los derechos de distribución global de la película, excepto en China. También se anunció que el guionista de Buscando a Nemo (2003) David Reynolds, escribiría el guion. Dindal y Reynolds trabajaron juntos anteriormente en The Emperor's New Groove (2000) y Chicken Little (2005) de Walt Disney Animation Studios. El actor de doblaje Frank Welker, que ha hecho la voz de Garfield desde 2007, expresó su decepción por no haber sido contactado para dar voz al personaje. En mayo de 2022, Samuel L. Jackson se unió a la película como el padre de Garfield, Vic. En agosto de 2022, se agregaron al elenco Ving Rhames, Nicholas Hoult, Hannah Waddingham y Cecily Strong. En noviembre de 2022, se agregaron al elenco Brett Goldstein y Bowen Yang.Harvey Guillén reveló que daría voz a Odie. En diciembre de 2023, se confirmó que Hoult daría voz a Jon Arbuckle. Con el lanzamiento del segundo tráiler en marzo de 2024, se reveló el contrato de Snoop Dogg.

### Música
En noviembre de 2023, se informó que John Debney compondría la banda sonora de la película, marcando su tercera colaboración con Dindal, después de The Emperor's New Groove (2000) y Chicken Little (2005). Snoop Dogg colaboró con Keith Urban en una canción original para la película titulada "Let It Roll", que se lanzó como sencillo el 12 de abril de 2024. Otro sencillo titulado "Then There Was You" fue lanzado por Calum Scott en mayo de 2024.

### Videojuego
Se lanzará un videojuego basado en la película en 2024.

## Estreno
The Garfield Movie fue estrenada en los cines en los Estados Unidos el 24 de mayo de 2024 y en España antes la ataque. Anteriormente, su estreno estaba programado para el 16 de febrero de 2024.
En abril de 2021, Sony firmó acuerdos con Netflix y Disney por los derechos de su lista de películas de 2024 a 2026, siguiendo las ventanas de cine y medios domésticos de las películas. Netflix firmó derechos exclusivos de transmisión de "ventana de pago 1", que generalmente es una ventana de 18 meses e incluye The Garfield Movie. Disney firmó derechos de "ventana de pago 2" para las películas, que se transmitirán en Disney+ y Hulu, así como en las redes de televisión lineal de Disney. 

## Premios y nominaciones
| Año  | Premio                                 | Categoría        | Nominados               | Resultado | Referencia |
| ---- | -------------------------------------- | ---------------- | ----------------------- | --------- | ---------- |
| 2024 | Nickelodeon Kids' Choice Awards México | Estreno Favorito | Garfield: Fuera de casa | Nominado  | [ 27 ]     |